# レージナ
レージナ（イタリア語: Lesina）は、イタリア共和国プッリャ州フォッジャ県にある、人口約6,300人の基礎自治体（コムーネ）。

## 地理

### 位置・広がり

#### 隣接コムーネ
隣接するコムーネは以下の通り。
- アプリチェーナ
- ポッジョ・インペリアーレ
- サン・パオロ・ディ・チヴィターテ
- サン・ニカンドロ・ガルガーニコ
- セッラカプリオーラ

## 行政

### 分離集落
レージナには、以下の分離集落（フラツィオーネ）がある。
- Marina di Lesina, Gargano Blu, Ripalta